# Importersatz
Importersatz ist das Ersetzen einer Importware durch eine entsprechende im Inland oder Binnenmarkt abgebaute oder hergestellte Ware.
Zweck des Importersatzes ist es, Zölle, Transportkosten und Unsicherheiten bei der Lieferung zu vermeiden. Des Weiteren können Arbeitsplätze im Inland geschaffen und eine Industrialisierung der Wirtschaft gefördert werden. Dies kann zu größerer wirtschaftlicher Unabhängigkeit führen.
Ein populäres Beispiel für geglückten Importersatz ist die Wirtschaftspolitik Südkoreas. Man begann dort ab 1953 mit der gezielten Förderung des Importersatzes in drei Phasen:
1. Arbeitsintensive Industrien (z. B. Textilien)
2. Arbeits- und kapitalintensive Industrien (z. B. Schwerindustrie, chemische Ind.)
3. Kapital- und technikintensive Industrien (z. B. PKW- und Elektroindustrie)

Bereits ab 1972 schwenkte die Industrie auf exportorientiertes Wachstum um.
Siehe auch: Importsubstituierende Industrialisierung